# Рябухин, Сергей Николаевич
Серге́й Никола́евич Рябу́хин (род. 13 ноября 1954, Вольск, Саратовская область) — российский политик, представитель от законодательного (представительного) органа государственной власти Ульяновской области в Совете Федерации ФС РФ, председатель Комитета Совета Федерации по бюджету и финансовым рынкам (2013—2019), первый заместитеть председателя  того же Комитета с 2019 года. С декабря 2024 года — представитель Совета Федерации в Счётной палате РФ.
С 9 марта 2022 года находится под персональными санкциями ЕС и ряда других стран, с 30 сентября 2022 года также под санкциями США.

## Биография
Автор двух монографий: «Аудит эффективности государственных ресурсов» и «Федеральные целевые программы развития регионов».
Женат. Имеет двух дочерей.

### Профессиональная деятельность
С 1973 по 1975 год — служба в рядах СА, космодром «Байконур».
С 1976 по 1977 год — электромонтер КБ «Электроприбор», г. Саратов.
С 1977 по 1979 год — электромонтер строящегося завода «Искра» в Ульяновске;
С 1979 по 1990 год — прошел трудовой путь от электромонтера до главного энергетика завода крупнопанельного домостроения  Ульяновска
С 1988 года — секретарь парткома домостроительного комбината.
С 1990 по 1991 год — заведующий отделом Ульяновского обкома КПСС, депутат Ульяновского Горсовета.
С 1992 по 1996 год — заместитель главы администрации Ульяновской области.
С 1996 по 2001 год — председатель Законодательного собрания Ульяновской области, член Совета Федерации Федерального Собрания Российской Федерации, заместитель председателя Комитета Совета Федерации по науке, культуре, образованию, здравоохранению и экологии, председатель временной комиссии Совета Федерации по молодёжной политике;
C 2001 по 2013 год — аудитор Счетной палаты Российской Федерации.
18 июля 2012 года назначен на должность аудитора Счетной палаты на третий срок Советом Федерации Федерального Собрания Российской Федерации по представлению Президента Российской Федерации;
С 20 сентября 2013 года член Совета Федерации Федерального Собрания Российской Федерации, C 30 октября 2013 года по 25 сентября 2019 года — председатель Комитета Совета Федерации по бюджету и финансовым рынкам.
С 25 сентября 2019 года ― первый заместитель председателя комитета Совета Федерации по бюджету и финансовым рынкам. 

## Награды
За заслуги перед государством и многолетний добросовестный труд Сергей Николаевич
награждён:
- Орденом Дружбы (2005)[9]
- Орденом Почёта (2009)[9]
- Орденом За заслуги перед Отечеством 4 степени (2014)[9]
- Орденом Александра Невского (2020)[9]
- Медалью «В память 850-летия Москвы»[11][12];
- Медалью «В память 300-летия Санкт-Петербурга»[11][12];
- Орденом Сергия Радонежского[9]
- Орденом святого благоверного князя Даниила Московского (III степени)[9]

Почётный гражданин Ульяновска, Ульяновской области, Мурома.
- Благодарность Правительства Российской Федерации (31 декабря 2016 года) — за активное участие в законопроектной деятельности и развитии парламентаризма[14]